# Виконт Ноллис
Виконт Ноллис из Кавершема в графстве Оксфордшир — наследственный титул в системе пэрства Соединённого королевства. Он был создан 4 июля 1911 года для судебного чиновника Фрэнсиса Ноллиса, 1-го барона Ноллиса (1837—1924), личного секретаря монарха с 1901 по 1913 год, 1-го барона Ноллиса из Кавершема в графстве Оксфордшир (пэрство Соединённого королевства) с 1902 года. Его сын, Эдвард Джордж Уильям Ноллис, 2-й виконт Ноллис (1895—1966), был губернатором Бермудских островов (1941—1943).
По состоянию на 2025 год носителем титула являлся внук последнего, Патрик Николас Марк Ноллис, 4-й виконт Ноллис (род. 1962), который являлся сыном Дэвида Фрэнсиса Дадли Ноллиса, 3-го виконта Ноллиса (1931—2023), который сменил своего отца в 2023 году.
Виконты Ноллис — члены видной семьи Ноллис и происходят по мужской линии от Уильяма Ноллиса, 1-го графа Банбери (1544—1632).
Семейная резиденция — Брамертон Холл в окрестностях Нориджа в графстве Норфолк.

## Виконты Ноллис (1911)
- 1911—1924: Фрэнсис Ноллис, 1-й виконт Ноллис (16 июля 1837 — 15 августа 1924), второй сын генерала сэра Уильяма Томаса Ноллиса (1797—1883);
- 1924—1966: Эдвард Джордж Уильям Тиррит Ноллис, 2-й виконт Ноллис (16 января 1895 — 3 декабря 1966), единственный сын предыдущего;
- 1966—2023: Дэвид Фрэнсис Дадли Ноллис, 3-й виконт Ноллис (12 июня 1931 — 21 апреля 2023), единственный сын предыдущего;
- 2023 — настоящее время: Патрик Николас Марк Ноллис, 4-й виконт Ноллис (род. 11 марта 1962), старший сын предыдущего; 
  - Наследник титула: достопочтенный Александр Эдвард Сомерсет Ноллис (род. 24 января 2000), единственный сын предыдущего.